# Gaarson-Gate

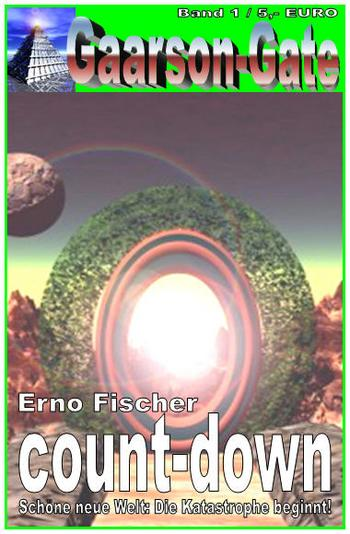
Cover des ersten Bandes

Gaarson-Gate ist eine abgeschlossene 77-teilige deutsche Science-Fiction-Romanserie, geschrieben von den Autoren Wilfried A. Hary (auch teilweise unter seinen Pseudonymen Erno Fischer und W. A. Travers), K. H. Reeg, Thomas Maul, Dirk Taeger, Alfred Wallon, Antje Ippensen, Susi Wagner und Alfred Bekker, verlegt im Verlag Hary-Production. Die Serie ist als Heftroman erhältlich, einzelne Ausgaben auch als E-Book im Portable Document Format oder als Hörbuch. Die Serie basiert auf dem Roman Der Seher von Yys von Alfred Bekker und Wilfried A. Hary.

## Grundlagen der Serie
Durch die hemmungslose Anwendung des sogenannten Gaarson-Effektes (einer ultimativen Energiegewinnung, so genannt nach seinem Entdecker Tipor Gaarson) kommt es nach rund 400 Jahren (im Jahre 2452) zu einem Kollaps im Universum: Eine katastrophale, plötzlich eintretende Veränderung des Raum-Zeit-Kontinuums, ausgehend von der Erde, sich mit Lichtgeschwindigkeit ausbreitend. Bedeutsamer Effekt: Ab diesem Zeitpunkt ist die Transmittertechnik möglich, die man Gaarson-Gate nennt. Die nach theoretischen Vorgaben desselben Tipor Gaarson gebauten Gaarson-Gates verhindern das Schlimmste, nämlich den Untergang der Erde.
Für die Menschheit beginnt ein neues Zeitalter. Präsident der Erde für dieses neue Zeitalter wird der Tipor Gaarson der Gegenwart. Doch die Menschheit leidet unter den schweren Bürden der Vergangenheit, und es kommen neue Probleme hinzu: Man entdeckt, dass weit draußen im All längst schon Kulturen existieren, die Nutznießer der Gaarson-Gate-Technik sind. Dominierend dabei ist besonders eine Kultur, die sich über ein gigantisches Planetenreich erstreckt, die Kultur der Prupper. Das Phänomen: Die Prupper sind Menschen!
Und ein weiteres Problem kommt hinzu: Was ist mit den alten Machthabern, die die Erde rechtzeitig vor der Katastrophe verlassen haben, aber die mit herkömmlichen Raumschiffen nicht mehr zurückkehren können, weil diese durch die Veränderung der Naturgesetzesmäßigkeiten nicht mehr funktionieren?

## Handlung
Durch einen Putschversuch auf dem Mond werden sieben Personen mittels eines Gaarson-Gates in ein unbekanntes Fremdnetz verbannt. Sie landen auf einer Dschungelwelt namens Vetusta, die ein Computer beherrscht. Von nun an sind sie in seiner Gewalt. Der Computer missbraucht sie für Außeneinsätze, die er selbst nicht durchführen kann. Während einer ihrer Reisen finden die Verschollenen das gigantische Reich der Prupper, das seit dem Großen Krieg vorwiegend aus autarken Planeteneinheiten besteht, die sich voneinander regelrecht abkapseln. Die Prupper erweisen sich als unerbittliche Feinde der Menschen – und doch sind sie selbst auch Menschen. Während die Gruppe um ihr Leben kämpft, versucht sie, das Rätsel um die Existenz der Prupper zu lösen.

## Dramatis Personae
- Dan Holder – Lotsen-Kommander Towersatellit
- John Millory – Captain des Raumschiffs Sirius-McCoy
- Tipor Gaarson – Weltpräsident
- Harald Urbano – Berater Gaarsons
- Benedetta Fandow – Radarspezialistin
- Petro Galinski – Sicherheitschef
- Cora Stajnfeld – Chefin der Astro-Ökologen

## Titel
- 1 count-down
- 2 Feuerball
- 3 Phoenix
- 4 Das Schiff der Mutanten
- 5 Angriff der Träume
- 6 Der Traummeister
- 7 Die Transmitterfalle
- 8 Ein Held namens Millory
- 9 Vetusta
- 10 Das Jüngste Gericht
- 11 Welt im Eis
- 12 Milliardenwelt
- 13 Die Künstlichen
- 14 Revolte der Androiden
- 15 Im Auftrag von Mega-Tech
- 16 Bio-G.A.U.
- 17 Der verlorene Krieg
- 18 Die sterbende Welt
- 19 Die grauen Prupper
- 20 Mutantenjagd
- 21 Die Lichtwesen
- 22 Die Maschine der tödlichen Träume
- 23 Der Vater des Chaos
- 24 Psyborg
- 25 Das Metallmonster
- 26 Der Umsturz
- 27 Erde in Not
- 28 Gefahr aus dem All
- 29 Das Rätsel von Mu
- 30 Schiff der Verlorenen
- 31 Prupper-Maschinen
- 32 Die sterbenden Städte
- 33 Rückkehr ins Paradies
- 34 Bruderkrieg
- 35 Das Geheimnis der zwei Monde
- 36 Entscheidung im All
- 37 Legion der Verlorenen
- 38 Rätsel aus dem All
- 39 Insel der Grauen
- 40 Coras Flucht
- 41 Die Verschwörung
- 42 Aktion Dunkelplanet
- 43 Der Angriff
- 44 Das PSI-Schiff
- 45 Unheimliche Begegnung
- 46 Das Mysterium
- 47 Die unbekannte Macht
- 48 Cool Zwei
- 49 Die Spur
- 50 Dürrast
- 51 Das kalte Tor
- 52 Kelokoi
- 53 Die Droge des Lebens
- 54 Götter aus Eis
- 55 Der lange Weg zur Erde
- 56 Der Sternenvogt
- 57 Assassinen
- 58 Flucht ins Weltall
- 59 Der schwarze Nebel
- 60 Grendel IV
- 61 Planetenfalle
- 62 Fabrik des Lebens
- 63 Gardanto
- 64 Gestrandet in der Hölle
- 65 Der Ausbruch
- 66 Die Eloy
- 67 Planet der Monster
- 68 Der Verräter
- 69 In Memorial Yuka Tan
- 70 Moloch
- 71 Saat der Gewalt
- 72 Schöne neue Welt
- 73 Antal Rypdahl
- 74 Der Seher von Yys
- 75 Im Zeichen der Macht
- 76 Die Rache
- 77 Die Insel-Allianz